# Grève des transports en commun de New York en 1966
Pour les articles homonymes, voir Grève des transports en commun de New York.
La grève des transports en commun de New York de 1966 fut une grève illégale à l'appel des syndicats du transport Transport Workers Union (TWU) et l'Amalgamated Transit Union (ATU), à la suite de l'expiration du contrat des travailleurs du transport de la ville de New York avec la New York City Transit Authority (TA). Ce fut la première grève à l'encontre de la TA, les grèves qui frappèrent les transports new-yorkais en 1905, 1910, 1916 et 1919 contre la privatisation des compagnies ayant toutes échoué. Il y eut également quelques grèves partielles menées par la TWU dans les années 1930, mais aucune d'entre elles ne paralysa l'ensemble de la ville. Cette grève de 1966 mènera à l'adoption de la loi Taylor, qui redéfinira les droits et les limites d'action des syndicats du service public à New York.
Les grévistes furent emmenés par le leader syndicaliste et fondateur de la TWU Michael J. "Mike" Quill. La grève a paralysé tout service de métro et de bus, privant de transport des millions d'usagers. Ce fut une période difficile pour le nouveau maire d'alors, John V. Lindsay, période qui vit également l'emprisonnement du leader Quill et sa mort, seulement quelques semaines après.